# Стоддард (округ, Міссурі)
Шаблон:StateAbbr_ 36°52′ пн. ш. 89°57′ зх. д. / 36.86° пн. ш. 89.95° зх. д.
Округ  Стоддард (англ. Stoddard County) — округ (графство) у штаті Міссурі, США. Ідентифікатор округу 29207.

## Історія
Округ утворений 1835 року.

## Демографія
За даними перепису 
2000 року 
загальне населення округу становило 29705 осіб, зокрема міського населення було 8812, а сільського — 20893.
Серед мешканців округу чоловіків було 14279, а жінок — 15426. В окрузі було 12064 домогосподарства, 8481 родин, які мешкали в 13221 будинках.
Середній розмір родини становив 2,88.
Віковий розподіл населення поданий у таблиці:
| Стать    | До 15 років | 15-21 | 22-29 | 30-39 | 40-49 | 50-65 | 65-85 | Понад 85 |
| -------- | ----------- | ----- | ----- | ----- | ----- | ----- | ----- | -------- |
| Чоловіки | 2882        | 1608  | 1241  | 2021  | 2001  | 2484  | 1850  | 192      |
| Жінки    | 2788        | 1384  | 1367  | 1999  | 2130  | 2682  | 2598  | 478      |

## Суміжні округи
- Боллінджер — північ
- Кейп-Джірардо — північний схід
- Скотт — північний схід
- Нью-Мадрид — південний схід
- Данкін — південь
- Батлер — південний захід
- Вейн — північний захід

## Виноски
1. ↑  U.S. Decennial Census. United States Census Bureau. Архів оригіналу за 26 квітня 2015. Процитовано 22 листопада 2014.
2. ↑  Historical Census Browser. University of Virginia Library. Архів оригіналу за 11 серпня 2012. Процитовано 22 листопада 2014.
3. ↑  Population of Counties by Decennial Census: 1900 to 1990. United States Census Bureau. Процитовано 22 листопада 2014.
4. ↑  Census 2000 PHC-T-4. Ranking Tables for Counties: 1990 and 2000 (PDF). United States Census Bureau. Процитовано 22 листопада 2014.
5. ↑  State & County QuickFacts. United States Census Bureau. Архів оригіналу за 7 червня 2011. Процитовано 14 вересня 2013. [Архівовано 2011-06-07 у Wayback Machine.](англ.) Наведено за англійською вікіпедією.
6. ↑  American FactFinder. Бюро перепису населення США. Архів оригіналу за 26 лютого 2012. Процитовано 31 січня 2008. [Архівовано 2008-05-21 у Wayback Machine.]

| США | Це незавершена стаття з географії США. Ви можете допомогти проєкту, виправивши або дописавши її. |